# 小幡義実
小幡 義実（おばた よしざね）は、戦国時代の武将。大内氏の家臣。

## 略歴
安芸国佐西郡石内（現・広島市佐伯区石内）を根拠とした国人・安芸小幡氏の一族。詳細な系譜は不明だが、当時の石内領主であった小幡山城入道の子息と推測される。
大内氏に小姓として仕えた。天文20年（1551年）の大寧寺の変では、大内義隆に従い山口から大寧寺に向かい、そこで、冷泉隆豊、黒川隆像、岡部隆景、大田隆通、岡屋隆秀、祢宜右延、天野隆良らと共に辞世の句を読んだ。
大寧寺が落ちて義隆が自害する直前に義隆より後事を託され、義隆の嫡子・義尊を警固して脱出するが、目的を果たせず陶隆房軍によって捕縛され、斬首された。墓所は大寧寺に今でもあり、大内義隆をはじめとしたこの乱で討ち死にした家臣とともに眠っている。
辞世の歌は「宝剣を呑却して名弓を放下す　只斯の景のみ有り一陣の清風」。
一族の娘が後に毛利元就の後妻となって中の丸と呼ばれ、賢夫人として毛利家中を取り仕切り、夫を支えた。